# Sitnica (Ibar)
A Sitnica (albánul: Sitnicë) folyó Koszovóban, az Ibar jobb oldali mellékfolyója.
A folyó a Sazlija bara  nevű mocsárból folyik ki 560 méteres tengerszint feletti magasságban. Északnyugati irányban folyik át a Rigómezőn és Kosovska Mitrovicánál torkollik az Ibarba.
Jelentősebb városok a Sitnica mentén: Lipljan, Kosovo Polje, Obilić, Vučitrn és Kosovska Mitrovica.
Hossza 94 km, vízgyűjtő területe 2650 km².
Mellékfolyói a Lab és Nerodimka.